# Napier Lion
Napier Lion var en brittisk flygmotor som utvecklades av Napier & Son under första världskriget. Motorn som var en 12-cylindrig W-motor hade flera avancerade egenskaper som gjorde den till sin tids kraftfullaste flygmotor och den användes i ett flertal olika strids- och tävlingsflygplan. Den ersattes på 1930-talet av modernare motorer som Napier Dagger och Rolls-Royce Merlin.

## Utveckling
Under första världskriget tillverkade Napier & Son flygmotorer på licens åt Royal Aircraft Factory och Sunbeam. Dessa tidiga flygmotorer drogs med notoriskt dålig tillförlitlighet och 1916 valde Napier & Son därför att designa en bättre motor själva. Motorn blev en 12-cylindrig W-motor på 24 liter med cylinderblock i aluminium, fyra ventiler per cylinder och dubbla överliggande kamaxlar. De första prototyperna kördes i provbänk 1917 och motorn flög första gången 1918 i en de Havilland DH.9. Prototyperna hade problem med kylningen och när motorn sattes i serieproduktion i juni 1918 var motorblocket och cylinderbankarna därför gjutna var för sig.
När den första versionen Napier Lion I lanserades levererade den 450 hk och ersatte därmed Liberty L-12 som världens kraftigaste flygmotor. Effektuttaget ökades ytterligare genom införandet av turbo 1925 och kompressor 1929. Den mest högtrimmade tvälingsvarianten Lion VIID kunde leverera 1 350 hk vid 3 600 RPM. De militära motorerna hade högre krav på tillförlitlighet och hade ungefär halva effekten och 1 000 RPM mindre. Lion-motorn blev en stor kommersiell framgång för Napier & Son, att flygplan med Lion-motor som Supermarine Sea Lion II och Supermarine S.5 vann Schneidertrofén bidrog också till framgången. Även till lands skördade Lion-motorn framgångar, bland annat Malcolm Campbell satte flera hastighetsrekord på land med sin Lion-drivna bil Bluebird.

## Varianter
- Lion I – (1918) Första modellen. 450 hk vid 2 000 RPM.
- Lion II – (1919) 450 hk.
- Lion III – (1925) Ändrad utväxling för att användas i Gloster Gorcock.
- Lion V – (1925) 500 hk vid 2 225 RPM.
- Lion VI – (1927) Kompressorladdad, 525 hk.
- Lion VII – (1925) Tävlingsmotor tillverkad för Gloster III och Supermarine S.4, 700 hk.
- Lion VIIA – (1927) Tävlingsmotor tillverkad för Gloster IV, Supermarine S.5 och Malcolm Campbells bil Bluebird III, 900 hk.
- Lion VIID – (1929) Tävlingsmotor med kompressor tillverkad för Gloster VI, rekordbilen Railton Special samt racerbåten Miss Britain III, 1 350 hk.
- Lion XIA – (1928) Militär motor, 580 hk vid 2 580 RPM.
- Lioness – Inverterad motor.
- Sea Lion – (1933) Marinkonverterad motor använd i räddningsbåtar, 600 hk.

## Användning
Napier Lion har bland annat använts i följande flygplan:
- Avro Bison
- Blackburn Blackburn
- Blackburn Dart
- Blackburn Ripon
- Fairey IIIF
- Fairey Fawn
- Felixstowe F5
- Fokker C.IV
- Fokker C.V-E
- Fokker D.XIII
- Handley Page Hyderabad
- Mitsubishi B1M
- Supermarine S.4
- Supermarine S.5
- Supermarine Southampton
- Vickers Vernon
- Vickers Victoria
- Vickers Virginia
- Westland Walrus